# N-322 (Spanje)
De N-322 is een weg in zuidoost Spanje.
De weg begint bij de Autovía A-32, 3 km ten oosten van de aansluiting met de Autovía A-4 bij Linares. De weg gaat oostwaarts langs de Etang de Giribaile en ten noorden van de stad Úbeda. De weg draait dan naar het noordoosten langs de oostelijke flank van de Sierra de Cazorla en langs de watervallen van Garganta in de rivier Guadalquivir. Daarna gaat het langs de Etang de Guadalmena waarna de weg Andalusië verlaat.
Door de Sierra de Alcaraz volgt de weg de rivier Rio Guadalmeria voordat hij richting het noordoosten naar Albacete gaat waar de weg is opgewaardeerd tot autovía A-32 als bypass. De weg kruist de Autovía A-31.
De N-322 gaat richting het noorden langs de vallei van de Jũcar en daarna gaat het bij Mahora richting het noordoosten. De weg heeft nu een hoogte van 700 m. Daarna gaat de weg de provincie Valencia in over de Riu Cabriol en door het dicht beboste gebied richting Requena. Hier komt de weg samen mat de Autovía A-3 en de N-320.